# Automobiles Phénix
Automobiles Phénix war ein französischer Hersteller von Automobilen.

## Unternehmensgeschichte
Das Unternehmen aus Puteaux übernahm die Werksanlagen von Prunel, die zuvor Automobile unter den Markennamen Prunel und Nordenfelt herstellten, und begann 1912 mit der Produktion von Automobilen. Der Markenname lautete Phénix. 1914 endete die Produktion.

## Fahrzeuge
Das Unternehmen stellte 1912 auf dem Pariser Automobilsalon erstmals Fahrzeuge aus. Dabei handelte es sich um die Modelle 10 CV, 12 CV und 15 CV. Die Fahrzeuge waren mit Vierzylindermotoren ausgestattet. Der Hubraum betrug 1460 cm³ beim kleinsten Modell und 2121 cm³ beim größten Modell. Die Kraftübertragung erfolgte mittels einer Kardanwelle.